# 10 cm brons snelvuur

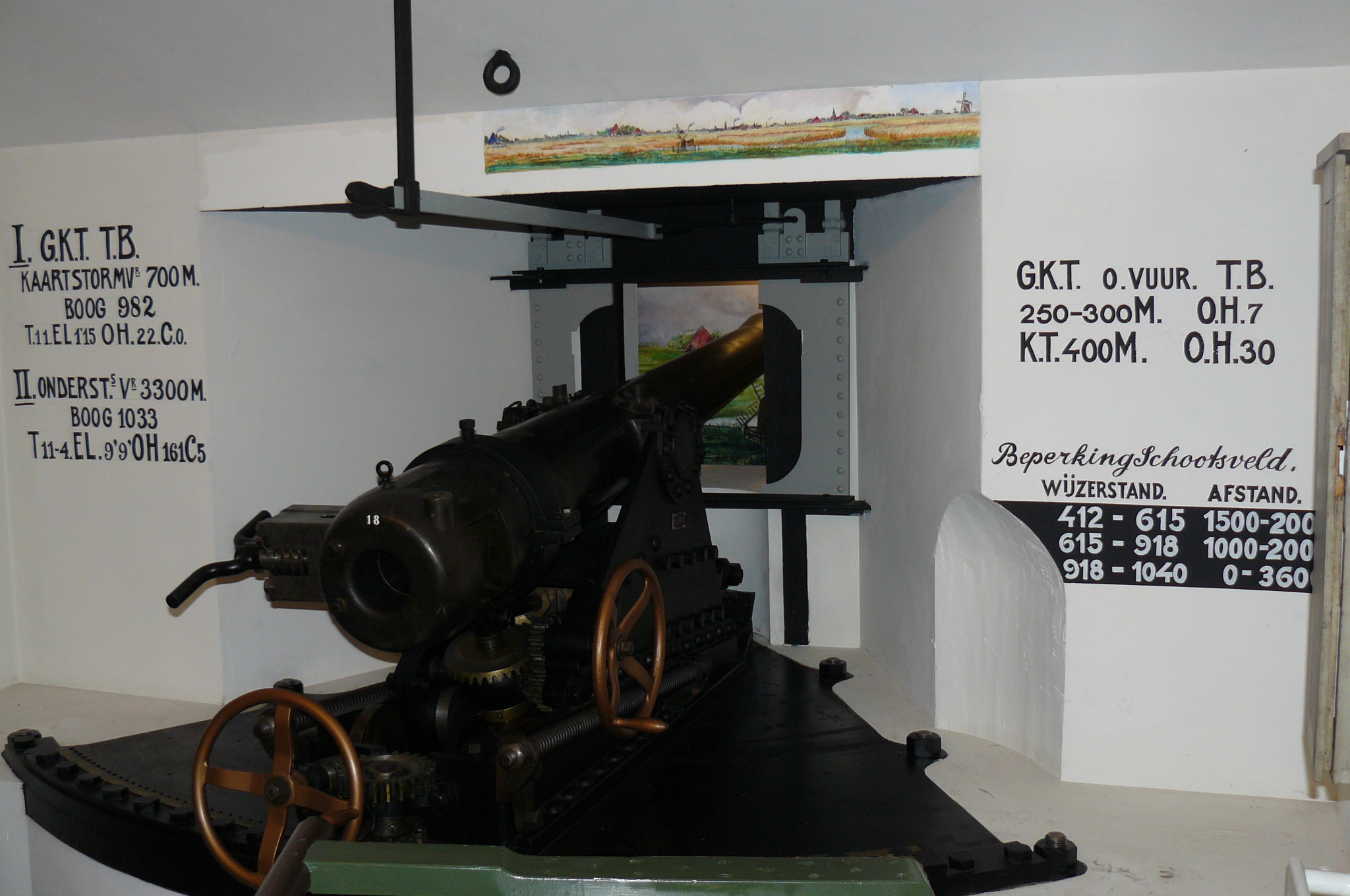
10 cm brons snelvuurkanon in Fort bij Krommeniedijk (replica) gezien in het Nederlands Artillerie Museum.

Het kanon 10 cm brons snelvuur werd in 1874 ingevoerd en bleef tot 1918 in actieve dienst bij het Nederlandse leger.
Het kanon heeft een getrokken loop van hard brons en is een achterlader. Het kaliber is 10 centimeter. De loop is 2,5 meter lang en weegt 750 kilogram. De bemanning bestond uit vier kanonniers en een commandant.
Het werd gebruikt bij de vestingartillerie en werd hiervoor geplaatst op een hoge of lage affuit. Op een hoge affuit reikte het kanon boven de verdedigingswal. In de forten van de Stelling van Amsterdam kreeg het een kazemataffuit. Dit was een grote stalen plaat die vast lag in het beton. Het stond opgesteld in de keelkazematten voor groot-flankementsvuur. Het schoot de granaten links en rechts af van het fort en gaf hiermee vuurdekking aan de naastgelegen forten en bestreek de tussenliggende ruimte. Het kanon verschoot diverse granaten vooral om het oprukken van vijandelijke infanteristen te verhinderen en was het grootste kanon in de bewapening van de forten.
De kanonnen zijn uit alle forten verwijderd. Het Nationaal Militair Museum en de Historische Collectie Grondgebonden Luchtverdediging hebben beide een exemplaar in de expositie. 

## Fotogalerij

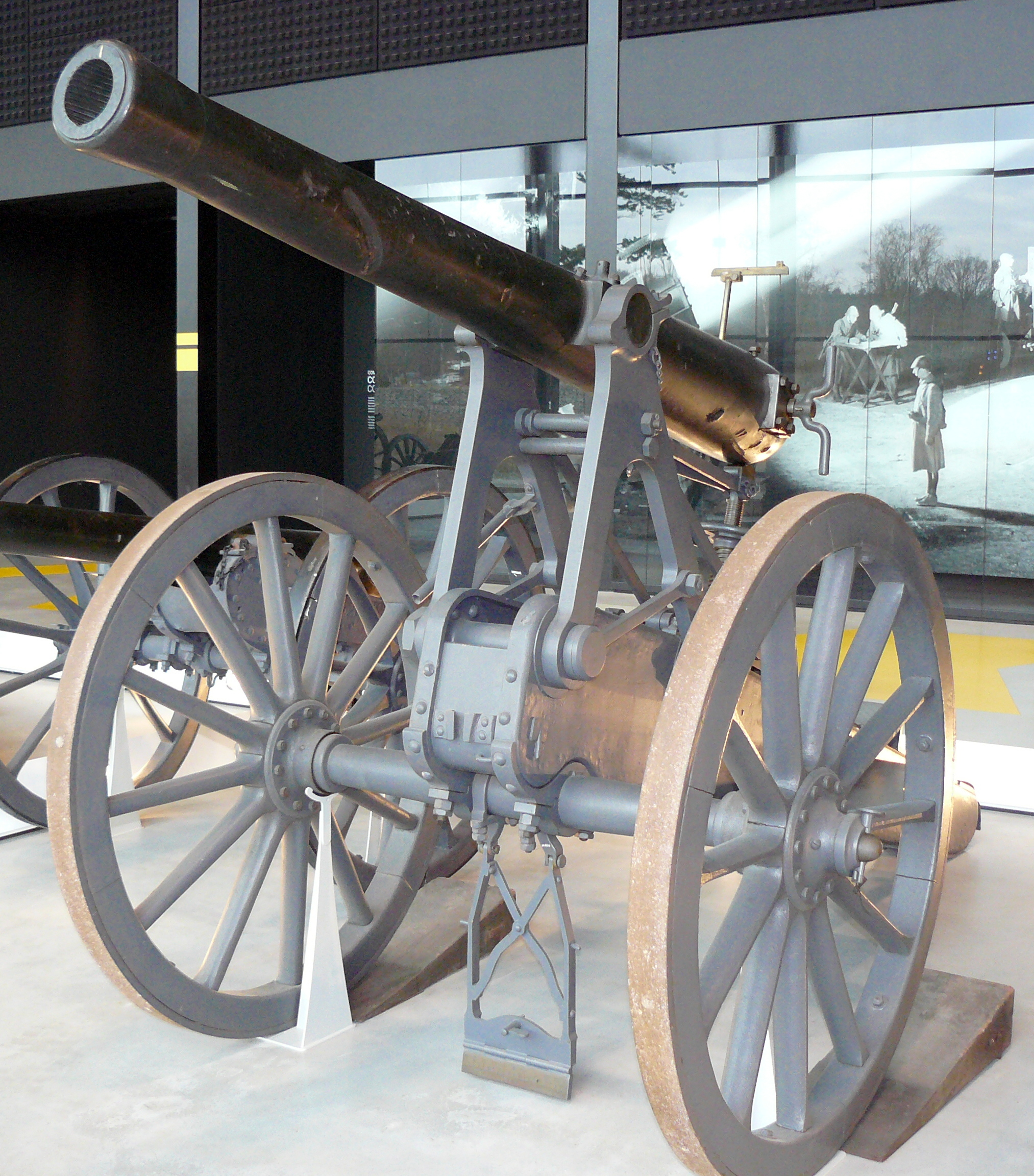
kanon op hoog affuit om over de vestingswallen heen te vuren
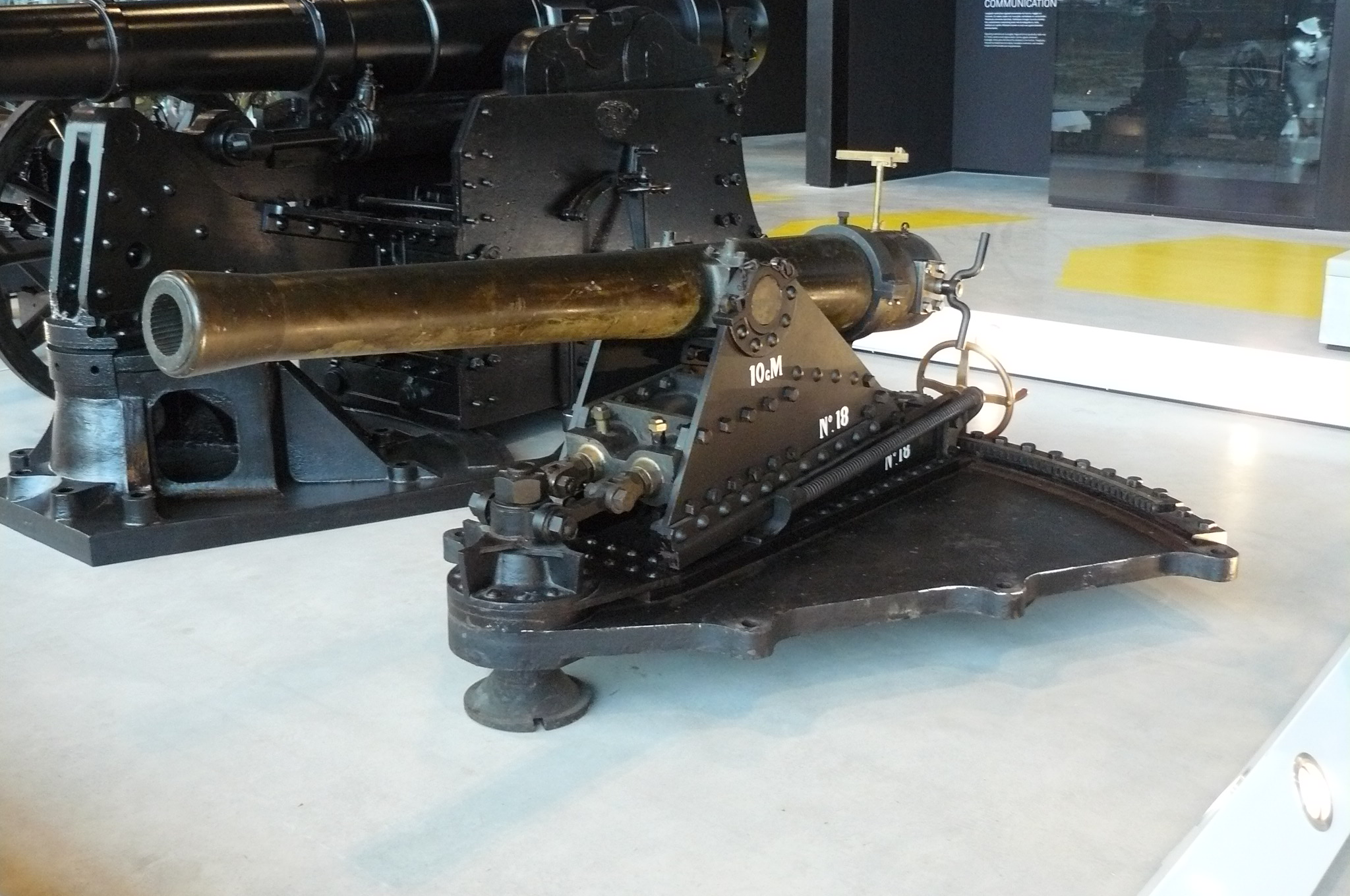
vooraanzicht kanon met kazemataffuit
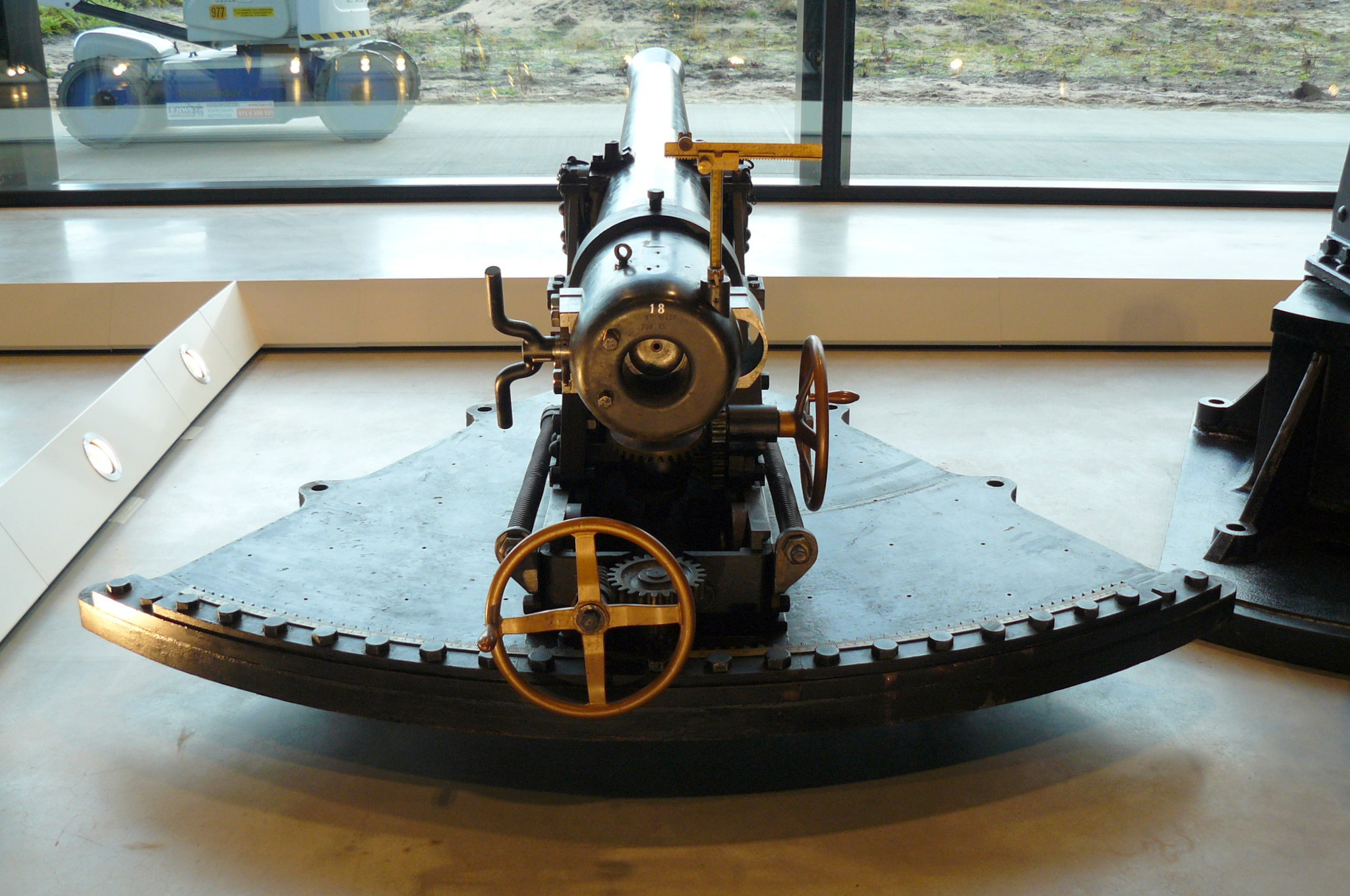
achteraanzicht
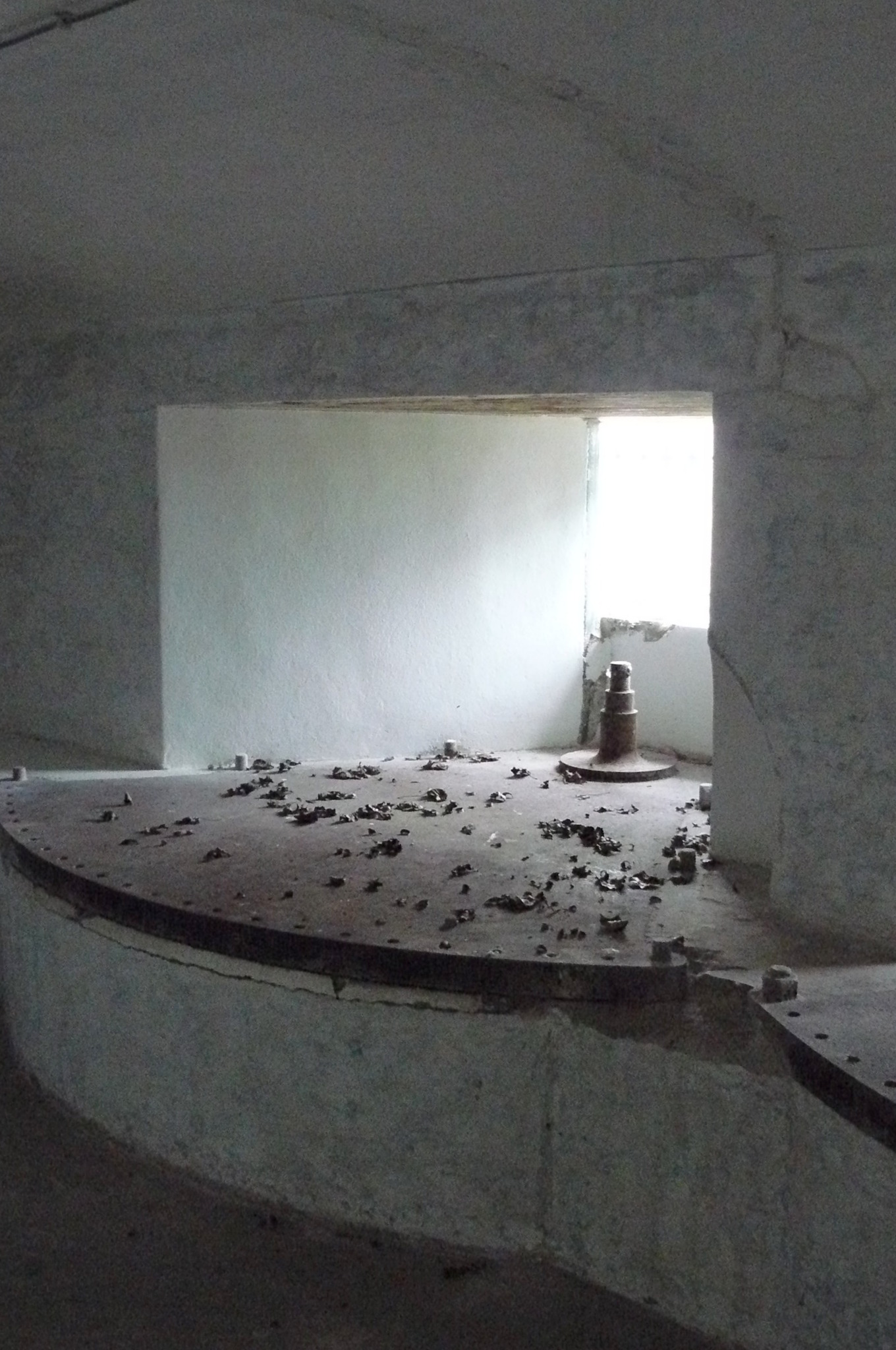
opstelplaats voor een 10cm snelvuurkanon in keelkazemat